# John Tiner
John Ivan Tiner, né le 25 février 1957, est une personnalité du monde des affaires et de la finance britannique. Il a été directeur général de Financial Services Authority (en français: l’Autorité des services financiers ou FSA), l’autorité britannique de régulation du secteur financier de septembre 2003 à juillet 2007 et est depuis chef de la direction de Friends Life. En 2008, il a reçu le titre de Commandeur de l’Ordre de l’Empire britannique (en anglais : Most Excellent Order of the British Empire), un ordre de chevalerie du système honorifique britannique.

## Formation
Tiner est né à Guildford, une ville du sud de l'Angleterre, dans le Surrey et a obtenu un diplôme de comptable agréé de l'Université de Kingston en 1976.

## Carrière
Liste non-exhaustive des fonctions:
- 1976 - 2001: Arthur Andersen, associé pendant 13 ans et, en 1997, il est devenu chef de la pratique des services financiers mondiaux. Il a dirigé une équipe qui a produit un rapport sur l'effondrement de la Barings Bank en 1995 pour le Board of Banking Supervision de la Banque d'Angleterre[6].
- 2001 - 2007: Financial Services Authority, directeur général de la direction consommateurs, investissements et assurances. En septembre 2003, il est devenu directeur général après la démission de Sir Howard Davies[7].
- En avril 2008: Henderson New Star, administrateur non exécutif[8].
- 2008 - 2012: Friends Life, chef de la direction à Guernesey et depuis 2009, membre du conseil d'administration et du comité d'audit de Crédit Suisse[9].
- Depuis 2012, administrateur de la British Urological Foundation et chercheur invité à la Saïd Business School et de l'université d'Oxford[10].
- Depuis 2015: Tilney Ltd. (en), membre de la direction[11] et président du Ardonagh Group (en)[12],[13].
- Depuis 2016: Président de la Brasserie Salcombe[14].

## Honneurs
Liste non-exhaustive de ses récompenses:
- Commandeur de l'Ordre de l'Empire britannique, 2008.
- Doctorat honoris causa, Université Kingston, 2010.

## Vie privée
Tiner vit à Dorking, est marié et a trois enfants.